# Китами (станция, Токио)
Станция Китами (яп. 喜多見駅 китами эки) — железнодорожная станция на линии Одавара, расположенная в специальном районе Сэтагая, Токио. Станция была открыта 1-го апреля 1927 года. Станция расположена в 12,7 километра от конечной станции линии Одакю - Синдзюку. В 1990-х годах здание станции было полностью перестроено. Платформы и были подняты над землёй, так же были проложены 2 дополнительный пути. Окрестности станции представляют собой пригородный торговый квартал. Неподалёку от станции расположено депо Китами. К северу располагается католическая церковь, построенная основателем компании Одакю -  Цурумацу Тосимицу. Название области Китами происходит из языка айну и означает «плоское место с деревьями».

## Планировка станции
4 пути и две боковые платформы.
| 1 | ■ Линия Одавара | Матида ・ Хон-Ацуги ・ Одавара ・(Hakone Tozan Railway) Хаконэ-Юмото ・(Линия Тама) Каракида ・(Линия Эносима) Фудзисава ・ Катасэ-Эносима |
| 2 | ■ Линия Одавара | Симо-Китадзава ・ Синдзюку ・ (Линия Тиёда) Аясэ ・ Линия Дзёбан Торидэ                                                                    |

## Близлежащие станции
| «                                           |               | Линия                  |               | »             |
| Линия Одавара                               | Линия Одавара | Линия Одавара          | Линия Одавара | Линия Одавара |
| ------------------------------------------- | ------------- | ---------------------- | ------------- | ------------- |
| Сэйдзёгакуэн-маэ                            |               | Local                  |               | Комаэ         |
| Сэйдзёгакуэн-маэ                            |               | Sectional Semi-Express |               | Комаэ         |
| Semi-Express: не останавливается            |               |                        |               |               |
| Express: не останавливается                 |               |                        |               |               |
| Tama Express: не останавливается            |               |                        |               |               |
| Rapid Express: не останавливается           |               |                        |               |               |
| Ltd. Exp. "Romance Car": не останавливается |               |                        |               |               |